# Писек (район)
Район Писек (чеш. Okres Písek) — один из 7 районов Южночешского края Чешской Республики. Административный центр — город Писек. Площадь — 1 126,84 кв. км., население составляет 71 588  человек. В районе насчитывается 75 муниципалитетов, из которых 5 — города и 1 местечко.

## География
Расположен на севере края. Граничит с южночешскими районами Табор на востоке, Ческе-Будеёвице на юго-востоке и Страконице на западе и юго-западе. На севере соседствует со среднечешским районом Пршибрам.

## Демография
Данные на 12 июня 2009 года:
| Город    | Население |
| -------- | --------- |
| Писек    | 30 155    |
| Милевско | 9051      |
| Противин | 5027      |
| Мировице | 1600      |
| Миротице | 1192      |

| Всего          | Женщин           | Мужчин           |
| -------------- | ---------------- | ---------------- |
| 70 929 (100 %) | 35 998 (50,75 %) | 34 931 (49,25 %) |

Средняя плотность — 62,95 чел./км²; 66,3 % населения живёт в городах.

## Памятники культуры
К наиболее посещаемым памятникам культуры, расположенным на территории района Писек, относятся следующие:
|             |  |                |  |              |
| Замок Орлик |  | Писецкий замок |  | Замок Звиков |